# Élections sénatoriales de 2020 dans la Haute-Garonne
Les élections sénatoriales dans la Haute-Garonne ont lieu le dimanche 27 septembre 2020. Elles ont pour but d'élire les sénateurs représentant le département au Sénat pour un mandat de six ans.

## Contexte départemental
Lors des élections sénatoriales de 2014 dans la Haute-Garonne, cinq sénateurs ont été élus selon un mode de scrutin proportionnel.
Depuis, tous les effectifs du collège électoral des grands électeurs ont été renouvelés, avec les élections départementales de 2015, les élections régionales de 2015, les élections législatives de 2017 et les élections municipales de 2020.

## Sénateurs sortants
| Sénateur | Sénateur           | Parti | Fonctions lors des élections de 2014                  |
| -------- | ------------------ | ----- | ----------------------------------------------------- |
|          | Alain Chatillon    | LR    | Sénateur sortant, maire de Revel                      |
|          | Brigitte Micouleau | LR    | Adjointe au maire de Toulouse                         |
|          | Pierre Médevielle  | Agir  | Maire de Boulogne-sur-Gesse                           |
|          | Françoise Laborde  | MR    | Sénatrice sortante, conseillère municipale de Blagnac |
|          | Claude Raynal      | PS    | Conseiller général, maire de Tournefeuille            |

## Présentation des listes et des candidats
Les nouveaux représentants sont élus pour une législature de 6 ans au suffrage universel indirect par les 2 930 grands électeurs du département. Dans la Haute-Garonne, les sénateurs sont élus au scrutin proportionnel plurinominal. Leur nombre reste inchangé, cinq sénateurs sont à élire et sept candidats doivent être présentés sur la liste pour qu'elle soit validée. Chaque liste de candidats est obligatoirement paritaire et alterne entre les hommes et les femmes. Plusieurs listes seront déposées dans le département. Elles sont présentées ici dans l'ordre de leur dépôt à la préfecture et comportent l'intitulé figurant aux dossiers de candidature.

### Parti socialiste - Parti communiste français
| N° | Candidats | Candidats          | Parti | Principales fonctions                               |
| -- | --------- | ------------------ | ----- | --------------------------------------------------- |
| 01 |           | Claude Raynal      | PS    | Sénateur sortant                                    |
| 02 |           | Émilienne Poumirol | PS    | Conseillère départementale, maire de Donneville     |
| 03 |           | Patrice Rival      | PS    | Conseiller départemental, maire de Saint-Pé-d'Ardet |
| 04 |           | Dominique Satgé    | PCF   | Conseillère régionale                               |
| 05 |           | Jacques Oberti     | PS    | Maire d'Ayguesvives                                 |
|    |           |                    |       |                                                     |
| 06 |           | Anne-Marie Naya    | PS    | Maire de Gouzens                                    |
| 07 |           | Didier Laffont     | PS    | Maire de Cadours                                    |

### La France insoumise
| N° | Candidats | Candidats        | Parti | Principales fonctions                   |
| -- | --------- | ---------------- | ----- | --------------------------------------- |
| 01 |           | Myriam Martin    | LFI   | Conseillère régionale                   |
| 02 |           | Mathieu Bérard   | LFI   | Conseiller municipal d'Auterive         |
| 03 |           | Brigitte Bec     | DVG   | Adjointe au maire de l’Union            |
| 04 |           | Jamal El Arch    | DVG   | Conseiller municipal de Toulouse        |
| 05 |           | Nadine Stoll     | LFI   | Conseillère municipale de Tournefeuille |
|    |           |                  |       |                                         |
| 06 |           | Rodolphe Jacquot | DVG   | Conseiller municipal de Vacquiers       |
| 07 |           | Annick Bex       | LFI   | Conseillère municipale de Venerque      |

### Europe Écologie Les Verts
| N° | Candidats | Candidats            | Parti | Principales fonctions                                        |
| -- | --------- | -------------------- | ----- | ------------------------------------------------------------ |
| 01 |           | Véronique Vinet      | EÉLV  | Conseillère régionale                                        |
| 02 |           | François Arcangeli   | EÉLV  | Conseiller régional, président de la CC Cagire Garonne Salat |
| 03 |           | Christine Stebenet   | G.s   | Conseillère départementale                                   |
| 04 |           | Pierre-Louis Vernhes | MdP   |                                                              |
| 05 |           | Christine Quéré      | EÉLV  | Conseillère municipale de Lauzerville                        |
|    |           |                      |       |                                                              |
| 06 |           | Pascal Barbier       | EÉLV  | Conseiller municipal de Plaisance-du-Touch                   |
| 07 |           | Georgette Sauvaire   | EÉLV  |                                                              |

### La République en marche - Agir
| N° | Candidats | Candidats             | Parti | Principales fonctions                                        |
| -- | --------- | --------------------- | ----- | ------------------------------------------------------------ |
| 01 |           | Pierre Médevielle     | Agir  | Sénateur sortant, conseiller municipal de Boulogne-sur-Gesse |
| 02 |           | Karine Brun           | LREM  | Maire de Lafitte-Vigordane                                   |
| 03 |           | Jean-François Roussel | DVD   | Maire de Baziège                                             |
| 04 |           | Céline Laurenties     | DVD   | Conseillère départementale, maire de Péguilhan               |
| 05 |           | Jean-Gervais Sourzac  | DVD   | Maire de Rouffiac-Tolosan                                    |
|    |           |                       |       |                                                              |
| 06 |           | Isabelle Gayraud      | LREM  | Maire de La Magdelaine-sur-Tarn                              |
| 07 |           | Yoann Pérès           | LREM  | Conseiller municipal de Saint-Paul-sur-Save                  |

### Divers centre
| N° | Candidats | Candidats               | Parti | Principales fonctions                                   |
| -- | --------- | ----------------------- | ----- | ------------------------------------------------------- |
| 01 |           | Françoise Laborde       | MR    | Sénatrice sortante                                      |
| 02 |           | Jean-Marc Dumoulin      | DVD   | Président de la CC Val'Aïgo, maire de Villemur-sur-Tarn |
| 03 |           | Catherine Mounielou     | DVG   |                                                         |
| 04 |           | Jean-Louis Tronco       | DVD   | Maire d'Escalquens                                      |
| 05 |           | Magali Mirtain          | DVD   |                                                         |
|    |           |                         |       |                                                         |
| 06 |           | Pierre-Alain Dintilhac  | DVD   | Maire de Labastide-Clermont                             |
| 07 |           | Augustine Daure-Hadjadj | DVG   | Maire de Sode                                           |

### Les Républicains
| N° | Candidats | Candidats          | Parti | Principales fonctions                                  |
| -- | --------- | ------------------ | ----- | ------------------------------------------------------ |
| 01 |           | Alain Chatillon    | LR    | Sénateur sortant, conseiller municipal de Revel        |
| 02 |           | Brigitte Micouleau | LR    | Sénatrice sortante, conseillère municipale de Toulouse |
| 03 |           | Grégoire Carneiro  | LR    | Maire de Castelginest                                  |
| 04 |           | Magalie Diogo      | DVD   | Adjointe au maire d’Eaunes                             |
| 05 |           | Pierre Lattard     | LR    | Maire de Pouze                                         |
|    |           |                    |       |                                                        |
| 06 |           | Michèle Boy        | LR    | Conseillère municipale de Bagnères-de-Luchon           |
| 07 |           | François Napoli    | DVD   | Adjoint au maire de Grenade                            |

### Divers droite
| N° | Candidats | Candidats           | Parti | Principales fonctions          |
| -- | --------- | ------------------- | ----- | ------------------------------ |
| 01 |           | Robert Médina       | DVD   | Maire de Mondouzil             |
| 02 |           | Sandrine Vercruysse | DVD   | Maire d’Aurin                  |
| 03 |           | Gilles Joviado      | DVD   | Maire de Buzet-sur-Tarn        |
| 04 |           | Émilie Freyche      | DVD   | Maire de Caujac                |
| 05 |           | Philippe Acar       | DVD   |                                |
|    |           |                     |       |                                |
| 06 |           | Emmanuelle Kalfon   | DVD   |                                |
| 07 |           | Bertrand Miro       | DVD   | Adjoint au maire de Montmaurin |

### Rassemblement national
| N° | Candidats | Candidats                | Parti | Principales fonctions                                |
| -- | --------- | ------------------------ | ----- | ---------------------------------------------------- |
| 01 |           | Julien Leonardelli       | RN    | Conseiller régional, conseiller municipal de Fronton |
| 02 |           | Maïthé Carsalade         | RN    |                                                      |
| 03 |           | Fernand Batigne          | RN    |                                                      |
| 04 |           | Patricia Cavalieri d'Oro | RN    |                                                      |
| 05 |           | Loïc Delchard            | RN    |                                                      |
|    |           |                          |       |                                                      |
| 06 |           | Nicole Izard             | RN    |                                                      |
| 07 |           | Yoann Escabasse          | RN    |                                                      |

## Résultats
| Tête de liste                                                                             | Tête de liste            | Liste                                 | Voix  | %     | Sièges |  |
| ----------------------------------------------------------------------------------------- | ------------------------ | ------------------------------------- | ----- | ----- | ------ |  |
|                                                                                           | Claude Raynal            | Union de la gauche (PS - PCF)         | 889   | 29,29 | 2      |  |
| Solidarités et territoires                                                                |                          |                                       | 889   | 29,29 | 2      |  |
|                                                                                           | Alain Chatillon          | Divers droite (LR)                    | 749   | 24,48 | 2      |  |
| Rassemblement, actions et réussite pour nos territoires                                   |                          |                                       | 749   | 24,48 | 2      |  |
|                                                                                           | Pierre Médevielle        | Union du centre (Agir - LREM)         | 426   | 14,04 | 1      |  |
| République et équilibre de territoires en Haute-Garonne                                   |                          |                                       | 426   | 14,04 | 1      |  |
|                                                                                           | Véronique Vinet          | Europe Écologie Les Verts (G.s - MdP) | 323   | 10,64 | 0      |  |
| Territoires écologistes et solidaires                                                     |                          |                                       | 323   | 10,64 | 0      |  |
|                                                                                           | Françoise Laborde        | Divers centre (MR)                    | 292   | 9,62  | 0      |  |
| Françoise Laborde - République et égalité des territoires                                 |                          |                                       | 292   | 9,62  | 0      |  |
|                                                                                           | Myriam Martin            | La France insoumise                   | 134   | 4,42  | 0      |  |
| Notre République en commun                                                                |                          |                                       | 134   | 4,42  | 0      |  |
|                                                                                           | Robert Médina            | Divers centre                         | 126   | 4,15  | 0      |  |
| Agissons pour l'avenir de nos territoires                                                 |                          |                                       | 126   | 4,15  | 0      |  |
|                                                                                           | Julien Leonardelli       | Rassemblement national                | 102   | 3,36  | 0      |  |
| Liste localiste présentée par le Rassemblement national pour le rééquilibrage territorial |                          |                                       | 102   | 3,36  | 0      |  |
|                                                                                           |                          |                                       |       |       |        |  |
| Votes valides                                                                             | Votes valides            | Votes valides                         | 3 035 | 98,32 |        |  |
| Votes blancs                                                                              | Votes blancs             | Votes blancs                          | 24    | 0,78  |        |  |
| Votes nuls                                                                                | Votes nuls               | Votes nuls                            | 28    | 0,91  |        |  |
| Total                                                                                     | Total                    | Total                                 | 3 087 | 100   | 5      |  |
| Abstention                                                                                | Abstention               | Abstention                            | 75    | 2,37  |        |  |
| Inscrits / participation                                                                  | Inscrits / participation | Inscrits / participation              | 3 162 | 97,63 |        |  |